# Chiesa dei Santi Gioacchino e Anna (Roma)
La chiesa dei Santi Gioacchino e Anna è una chiesa di Roma, situata nella zona Cinecittà Est in viale Bruno Rizzieri.

## Storia e descrizione
È stata progettata dall'architetto Sandro Benedetti e costruita tra il 1982 ed il 1984 ed è stata consacrata solennemente il 12 aprile 1984.
La chiesa è stata eretta a parrocchia il 1º marzo 1982 con decreto del cardinale vicario Ugo Poletti ed è sede del titolo cardinalizio dei “Santi Gioacchino e Anna al Tuscolano”.
Internamente, si trova l'organo a canne Mascioni opus 1138 (costruito nel 1996), situato in controfacciata; è a trasmissione elettrica e dispone di 21 registri distribuiti su due manuali e pedale.